# Kabinett Pierce
Franklin Pierce wurde 1852 als Nachfolger von Millard Fillmore zum Präsidenten der Vereinigten Staaten gewählt. Obwohl er aus New Hampshire, einem Nordstaat, stammte, sympathisierte er im Konflikt zwischen den Landesteilen mit dem Süden.

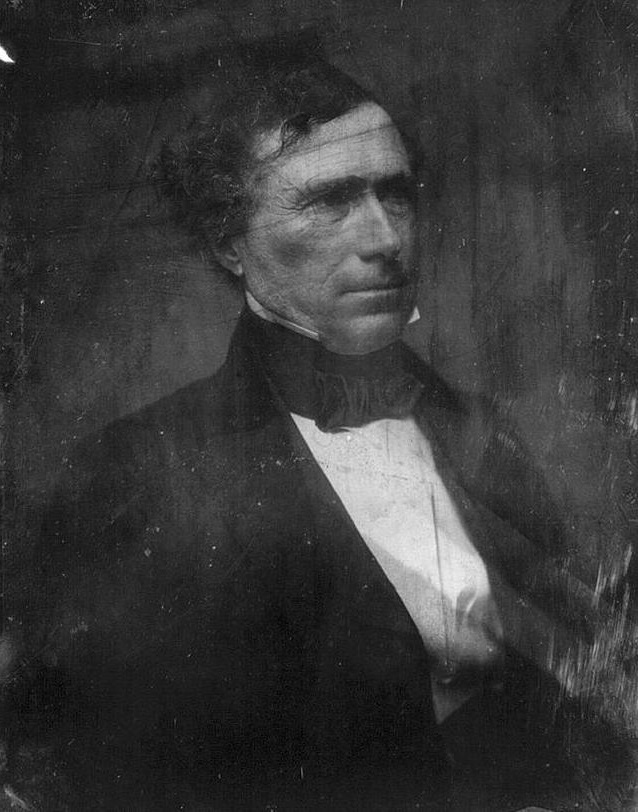
Franklin Pierce, 14. Präsident der Vereinigten Staaten

Die Demokratische Partei war auch über die Frage der Sklaverei in Nord- und Süd-Demokraten gespalten. Viele Nord-Demokraten unterstützten den Kansas-Nebraska Act nicht. Nach den Halbzeitwahlen 1854 verblieben im Repräsentantenhaus größtenteils Südstaaten-Demokraten, die Pierces Regierung unterstützten, während viele Nordstaaten-Demokraten ihre Sitze verloren.
Während seiner Amtszeit schwand seine Popularität derart, dass die Demokratische Partei 1856 an seiner Stelle den ehemaligen Außenminister James Buchanan als Präsidentschaftskandidaten nominierte.
Vizepräsident William R. King verstarb bereits nach 45 Tagen im Amt. Da die Nominierung eines Nachfolgers nicht zulässig war, verbrachte Pierce den Großteil seiner Präsidentschaft ohne Stellvertreter. Ansonsten nahm er während seiner vier Jahre im Weißen Haus keinen einzigen Wechsel in seinem Kabinett vor, dem unter anderem Jefferson Davis, später Präsident der Konföderierten Staaten, als Kriegsminister angehörte. Er ist bis heute der einzige Präsident, der mindestens eine komplette Amtszeit von vier Jahren regierte, ohne auch nur einen Minister ausgetauscht zu haben.

## Mehrheit im Kongress
| Präsident                         | Präsident           | Kongress | Haus   | Haus    | Senat | Senat              | Gesamt | Gesamt             |
| --------------------------------- | ------------------- | -------- | ------ | ------- | ----- | ------------------ | ------ | ------------------ |
|                                   | Franklin Pierce (D) | 33.      |        | 158/234 |       | 38/62              |        | Unified government |
| 34.                               | Franklin Pierce (D) |          | 83/238 | 40/62   |       | Divided government |        |                    |
| Quelle: Repräsentantenhaus, Senat |                     |          |        |         |       |                    |        |                    |

## Das Kabinett
| Ressort / Amt                          | Amtsinhaber               | Partei | Partei       | Zeitraum  | Bild |
| -------------------------------------- | ------------------------- | ------ | ------------ | --------- | ---- |
| Präsident der Vereinigten Staaten      | Franklin Pierce           |        | Demokrat (D) | 1853–1857 |      |
| Vizepräsident der Vereinigten Staaten  | William Rufus DeVane King |        | D            | 1853      |      |
| Vizepräsident der Vereinigten Staaten  | vakant                    |        |              | 1853–1857 |      |
| Ministerämter                          |                           |        |              |           |      |
| Außenminister der Vereinigten Staaten  | William Learned Marcy     |        | D            | 1853–1857 |      |
| Finanzminister der Vereinigten Staaten | James Guthrie             |        | D            | 1853–1857 |      |
| Kriegsminister der Vereinigten Staaten | Jefferson Finis Davis     |        | D            | 1853–1857 |      |
| Marineminister der Vereinigten Staaten | James Cochran Dobbin      |        | D            | 1853–1857 |      |
| Justizminister der Vereinigten Staaten | Caleb Cushing             |        | D            | 1853–1857 |      |
| Postminister der Vereinigten Staaten   | James Campbell            |        | D            | 1853–1857 |      |
| Innenminister der Vereinigten Staaten  | Robert McClelland         |        | D            | 1853–1857 |      |